# تيد ريتشموند
تيد ريتشموند (بالإنجليزية: Ted Richmond)‏ هو منتج أفلام أمريكي، ولد في 10 يونيو 1912، وتوفي في 23 ديسمبر 2013 في باريس في فرنسا.

## وصلات خارجية
- تيد ريتشموند على موقع IMDb (الإنجليزية)
- تيد ريتشموند على موقع قاعدة بيانات الفيلم (الإنجليزية)